# From Paris to Berlin
From Paris to Berlin is een nummer van de Deense danceact Infernal uit 2006. Het is de derde single van hun gelijknamige, derde studioalbum.
Het nummer werd een hit in Europa, en een nummer 1-hit in Infernals thuisland Denemarken. In de Nederlandse Top 40 haalde het de 9e positie, en in de Vlaamse Ultratop 50 wist het de 3e positie te behalen.
| From Paris to Berlin in de Nederlandse Top 40 - binnen: 17 juni 2006 | From Paris to Berlin in de Nederlandse Top 40 - binnen: 17 juni 2006 | From Paris to Berlin in de Nederlandse Top 40 - binnen: 17 juni 2006 | From Paris to Berlin in de Nederlandse Top 40 - binnen: 17 juni 2006 | From Paris to Berlin in de Nederlandse Top 40 - binnen: 17 juni 2006 | From Paris to Berlin in de Nederlandse Top 40 - binnen: 17 juni 2006 | From Paris to Berlin in de Nederlandse Top 40 - binnen: 17 juni 2006 | From Paris to Berlin in de Nederlandse Top 40 - binnen: 17 juni 2006 | From Paris to Berlin in de Nederlandse Top 40 - binnen: 17 juni 2006 | From Paris to Berlin in de Nederlandse Top 40 - binnen: 17 juni 2006 | From Paris to Berlin in de Nederlandse Top 40 - binnen: 17 juni 2006 | From Paris to Berlin in de Nederlandse Top 40 - binnen: 17 juni 2006 | From Paris to Berlin in de Nederlandse Top 40 - binnen: 17 juni 2006 | From Paris to Berlin in de Nederlandse Top 40 - binnen: 17 juni 2006 | From Paris to Berlin in de Nederlandse Top 40 - binnen: 17 juni 2006 | From Paris to Berlin in de Nederlandse Top 40 - binnen: 17 juni 2006 | From Paris to Berlin in de Nederlandse Top 40 - binnen: 17 juni 2006 | From Paris to Berlin in de Nederlandse Top 40 - binnen: 17 juni 2006 | From Paris to Berlin in de Nederlandse Top 40 - binnen: 17 juni 2006 |
| Week                                                                 | 01                                                                   | 02                                                                   | 03                                                                   | 04                                                                   | 05                                                                   | 06                                                                   | 07                                                                   | 08                                                                   | 09                                                                   | 10                                                                   | 11                                                                   | 12                                                                   | 13                                                                   | 14                                                                   | 15                                                                   | 16                                                                   | 17                                                                   |                                                                      |
| -------------------------------------------------------------------- | -------------------------------------------------------------------- | -------------------------------------------------------------------- | -------------------------------------------------------------------- | -------------------------------------------------------------------- | -------------------------------------------------------------------- | -------------------------------------------------------------------- | -------------------------------------------------------------------- | -------------------------------------------------------------------- | -------------------------------------------------------------------- | -------------------------------------------------------------------- | -------------------------------------------------------------------- | -------------------------------------------------------------------- | -------------------------------------------------------------------- | -------------------------------------------------------------------- | -------------------------------------------------------------------- | -------------------------------------------------------------------- | -------------------------------------------------------------------- | -------------------------------------------------------------------- |
| Nummer                                                               | 21                                                                   | 16                                                                   | 19                                                                   | 17                                                                   | 15                                                                   | 14                                                                   | 12                                                                   | 11                                                                   | 11                                                                   | 11                                                                   | 9                                                                    | 10                                                                   | 10                                                                   | 15                                                                   | 24                                                                   | 30                                                                   | 32                                                                   | uit                                                                  |